# Memories of the Alhambra
Memories of the Alhambra (알함브라 궁전의 추억?, Alhambra-ui gungjeon-ui chueokLR) è un drama coreano del 2018.

## Trama
Yoo Jin-woo rimane affascinato da un nuovo gioco di realtà virtuale che gli viene presentato, e decide di recarsi in spagna per conoscere il giovane sviluppatore, Jung Se-joo; arrivato a Granada, incontra però soltanto sua sorella maggiore Hee-joo, e scopre che la persona che sta cercando in realtà è scomparsa.